# Dide (Schiff)
Die Dide ist ein deutsches Küstenmotorschiff. Das Schiff gilt als das älteste noch in Fahrt befindliche Küstenmotorschiff Deutschlands.

## Geschichte
Das Schiff wurde 1901 als Tjalk auf der niederländischen Werft H. Holtman & Zn. in Buinermond gebaut. Der Stapellauf fand im April 1901 statt. Abgeliefert wurde das Schiff im Juni 1901. Das Schiff kam unter niederländischer Flagge in Fahrt. Im Februar 1929 wurde es nach Deutschland verkauft und als Grauerort unter deutsche Flagge gebracht. Das Schiff, das bisher als Küstensegler genutzt worden war, wurde mit einem Viertakt-Vierzylinder-Dieselmotor von Deutz nachgerüstet.
In den 1950er-Jahren wurde das Schiff mehrfach umgebaut und verlängert: 1954 auf der Sietas-Werft in Hamburg-Neuenfelde und 1958 auf der Krooß-Werft in Wischhafen. 1959 wurde der Motor durch einen Viertakt-Sechszylinder-Dieselmotor ersetzt.

## Beschreibung
Das Schiff verfügt über einen Laderaum mit Unterstau, der circa 23 Meter lang und 6,8 Meter breit ist. Der Rauminhalt beträgt rund 495 m³. Der Laderaum wird mit zwischen Scherstöcken abgelegten Holzlukendeckeln verschlossen und mit einer Persenning abgedeckt. Die Lukendeckel lassen sich mithilfe eines Lukenwagens bewegen. Im Achterschiffsbereich befinden sich Maschinenraum und Unterkünfte bzw. Aufenthaltsräume der Besatzung. Der Decksaufbau besteht einzig aus Ruderhaus und Schornstein. Die beiden Masten können zum Unterqueren flacher Brücken geklappt werden.